# Клети
Клети (фр. Cléty) насеље је и општина у североисточној Француској у региону Север-Па д Кале, у департману Па де Кале која припада префектури Сент Омер.
По подацима из 2011. године у општини је живело 685 становника, а густина насељености је износила 111,75 становника/km². Општина се простире на површини од 6,13 km². Налази се на средњој надморској висини од 119 метара (максималној 123 m, а минималној 70 m).

## Демографија
| 1962. | 1968. | 1975. | 1982. | 1990. | 1999. | 2011. |
| ----- | ----- | ----- | ----- | ----- | ----- | ----- |
| 275   | 328   | 338   | 374   | 499   | 511   | 685   |

График промене броја становника у току последњих година